# Неубранные постели
«Неубранные постели» (англ. Unmade Beds, также известен как London Nights) — фильм режиссёра Алексиса Дос Сантоса, вышедший в 2009 году. Премьера фильма состоялась на кинофестивале Sundance в 2009 году, где тот был номинирован на гран-при жюри. Картина также была показана на кинофестивале Febiofest в 2010 году.
.

## Сюжет
Фильм рассказывает историю нескольких молодых людей, которые пытаются справиться со своими жизненными проблемами. 20-летний мальчик из Испании, Аксель, едет в Лондон, чтобы найти своего отца, который бросил его в детстве, и о котором Аксель ничего не помнит. Бельгийская девушка Вера приехала в Лондон, чтобы преодолеть недавнее расставание со своим парнем и ищет новые отношения без обязательств. Оба ведут вполне беспечный и бессмысленный образ жизни, состоящий из шатаний по клубам и случайного секса. Но ни один из них не найдет то, что они ищут, пока однажды они не встретятся.

## В ролях
- Дебора Франсуа — Вера
- Фернандо Тиельве — Аксель
- Михиль Хаусман — X Ray Man
- Иддо Голдберг — Майк
- Ричард Линтерн — Энтони Хеммингс
- Катя Винтер — Ханна